# Claes Nilas
Claes Nilas (født 30. april 1957 i København) er cand. jur, direktør i Hjemrejsestyrelsen og tidligere kommitteret i Ministeriet for Flygtninge, Indvandrere og Integration.
Nilas er i offentligheden kendt for sin involvering i to skandalesager angående flygtninge og indvandrere: Tamilsagen og Statsløse-sagen. Under Tamilsagen var han ministersekretær for daværende justitsminister Erik Ninn-Hansen, der siden blev dømt ved Rigsretten for sin rolle i sagen . I statsløsesagen var han departementschef i Integrationsministeriet, og havde en central rolle i rådgivningen af minister Birthe Rønn Hornbech, der måtte tage sin afsked som følge af sagen. Den kommission der blev nedsat i sagen udtalte i august 2015 en kraftig kritik af Claes Nilas, der efterfølgende blev hjemsendt. I december 2015 blev det meddelt, at Claes Nilas ville overgå til en stilling som kommitteret i Styrelsen for International Rekruttering og Integration.

## Baggrund og tidligere karriere
- 1980: Claes Nilas bliver cand. jur. fra Københavns Universitet.
- 1980-1993 i Justitsministeriet, først som fuldmægtig, siden som ministersekretær for Erik Ninn Hansen under Tamilsagen, senere som kontorchef i Justitsministeriets Lovafdeling, og senere som kontorchef i Udlændingekontoret.
- 1993-1995: Afdelingschef i Indenrigsministeriet.
- 1995-2000: Direktør i Udlændingestyrelsen.
- 2000-2004: Administrerende direktør for Hovedstadens Udviklingsråd (HUR).
- 2004-2005: Departementschef i Ministeriet for Familie- og Forbrugeranliggender.
- 2005-2011: Departementschef i Ministeriet for Flygtninge, Indvandrere og Integration.
- 2011-2015: Departementschef i Ministeriet for By, Bolig og Landdistrikter.
- 2016-2019: Kommitteret i Styrelsen for International Rekruttering og Integration (SIRI), Udlændinge- og Integrationsministeriet.[3]
- 2019-2020: Vicedirektør i Styrelsen for International Rekruttering og Integration.[4]
- 2020-: Direktør i Hjemrejsestyrelsen.[5]

I 2005 blev han Ridder af 1. grad af Dannebrogordenen.

## Privatliv
Claes Nilas er gift med Lise-Lotte Nilas, der er statsadvokat for København og Bornholm.